# Nasikabatrachus bhupathi
Nasikabatrachus bhupathi — вид жаб родини Nasikabatrachidae. Описаний у 2017 році.

## Назва
Вид названо на честь індійського герпетолога Субраманяна Бхупаті, який трагічно загинув, впавши зі скелі під час польових досліджень 28 квітня 2014 року.

## Поширення
Ендемік Індії. Поширений у Західних Гатах. Типовий зразок виявлений у Заповіднику сірої білки (Шрівілліпутур).

## Опис
Вид має фіолетову шкіру та блакитні очі і живе під землею. Він генетично, морфологічно та акустично відрізняється від близькоспорідненого Nasikabatrachus sahyadrensis. Специфікація між двома видами, ймовірно, зумовлена різними сезонами мусонів на різних сторонах Західних Гат, в результаті чого N. sahyadrensis розмножується в період з травня по серпень, а N. bhupathi — з жовтня по грудень.